# Bliaud

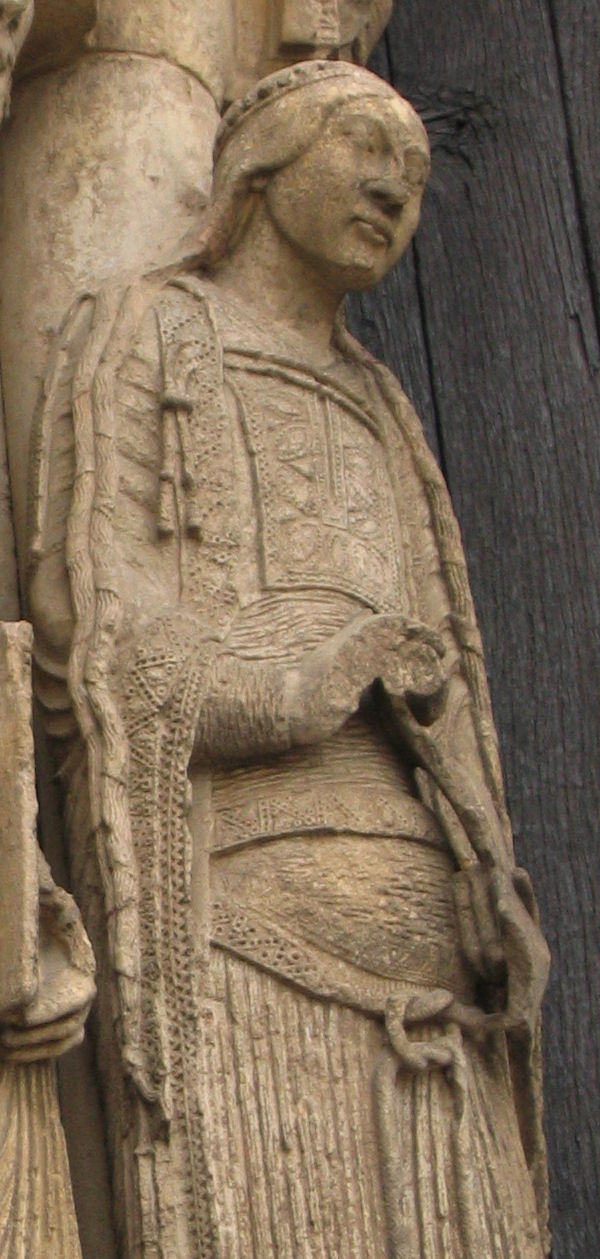
Een standbeeld van een vrouw met een bliaud.

Een bliaud is een middeleeuws kledingstuk, romaans van stijl met veel oudere elementen.  Het is een overkleed dat zowel door mannen als door vrouwen gedragen werd. 
Aanvankelijk leek de bliaud op de Romeinse tunica, maar in de 12e eeuw werd het model vrouwelijker, waardoor een duidelijker verschil tussen mannen- en vrouwenkleding ontstond. Voor vrouwen ontwikkelde de aanvankelijk ronde halslijn zich tot een hals met diepe split. Het accent kwam op taille en boezem te liggen, doordat een breed taillestuk (elastisch door een soort smockwerk) werd gedragen. Kruiselings werden daar koorden overheen geknoopt. De mouw werd na de 10de eeuw steeds wijder, soms voorzien van een losse strook op de grond.
Voor mannen bleef de bliaud eenvoudiger van vorm. Na 1100 werd over de bliaud ook een maliënkolder gedragen. Onder de bliaud kwam dan een kort linnen jakje, de wambuis, jupe of jipon.